# Campeonato Uruguaio de Futebol de 1950 – Segunda Divisão
O Campeonato Uruguaio de Segunda Divisão de 1950, também conhecido oficialmente como Campeonato Uruguayo de Primera División "B" de 1950 ou simplesmente como Primera "B" de 1950, foi a nona edição do torneio de segundo nível do futebol profissional do Uruguai. Organizado pela Associação Uruguaia de Futebol (AUF), a competição definiu a equipe que ascenderia à Primeira Divisão na temporada seguinte. O torneio ficou marcado pela campanha dominante do Defensor, que garantiu o título e sua promoção à elite do futebol uruguaio.

## Regulamento e Formato
O campeonato foi disputado em um formato de pontos corridos, com um total de oito equipes. O modelo de competição consistiu em dois turnos, nos quais cada time enfrentou todos os outros uma vez em cada turno, totalizando 14 partidas por clube. A pontuação era simples:
- Vitória: 2 pontos
- Empate: 1 ponto
- Derrota: 0 pontos

Ao final dos dois turnos, a equipe com a maior pontuação era coroada campeã e promovida à Primeira Divisão de 1951. Uma inovação na edição de 1950 foi o sistema de rebaixamento, que passou a ser definido por uma média de pontos (promedios) calculada com base nos resultados das temporadas de 1949 e 1950, garantindo uma avaliação do desempenho a longo prazo dos clubes.

## Equipes Participantes
A composição da Segunda Divisão em 1950 foi resultado dos movimentos de promoção e rebaixamento da temporada anterior. As equipes que participaram foram:
- Defensor: Rebaixado da Primeira Divisão de 1949.
- Fénix: Promovido da Terceira Divisão (Divisional Intermedia) como campeão de 1949.
- Racing, Miramar, Progreso, Sud América, Artigas e Canillitas: Permaneceram na categoria após participarem do campeonato de 1949.

## Desempenho e Classificação Final
O Defensor teve uma campanha notavelmente superior, dominando a competição. A equipe conquistou 13 vitórias e sofreu apenas uma derrota em 14 jogos, alcançando 26 pontos e o título. O time dominou tanto no ataque, com 52 gols marcados, quanto na defesa, que sofreu apenas 19 gols, resultando em um saldo de 33 gols.
A tabela de classificação final foi a seguinte:
| P  | Equipe      | J  | V  | E | D | GF | GC | SG  | PTS |
| -- | ----------- | -- | -- | - | - | -- | -- | --- | --- |
| 1º | Defensor    | 14 | 13 | 0 | 1 | 52 | 19 | 33  | 26  |
| 2º | Sud América | 14 | 7  | 2 | 5 | 29 | 30 | −1  | 16  |
| 3º | Racing      | 14 | 5  | 4 | 5 | 28 | 28 | 0   | 14  |
| 4º | Fénix       | 14 | 5  | 3 | 6 | 34 | 35 | −1  | 13  |
| 5º | Progreso    | 14 | 4  | 4 | 6 | 23 | 24 | −1  | 12  |
| 6º | Miramar     | 14 | 4  | 4 | 6 | 22 | 29 | −7  | 12  |
| 7º | Canillitas  | 14 | 4  | 3 | 7 | 18 | 25 | −7  | 11  |
| 8º | Artigas     | 14 | 2  | 4 | 8 | 17 | 33 | −16 | 8   |

## Promoção e Rebaixamento
O Defensor foi promovido à Primeira Divisão. Já o rebaixamento foi determinado pelo sistema de média de pontos (promedios), calculado com base no desempenho das temporadas de 1949 e 1950. As médias de pontos foram:
- Defensor: 26,0
- Racing: 17,5
- Sud América: 16,0
- Progreso: 14,0
- Fénix: 13,0
- Miramar: 10,5
- Artigas: 10,5
- Canillitas: 9,5

Com a pior média de pontos, o Canillitas foi rebaixado para a Terceira Divisão.

## Artilharia
- Guzmán González (Defensor): 15 gols.[9]